# Draculi & Gandolfi
Draculi & Gandolfi (également connue sous les noms de Roi Gandolfi ou Chevalier Academy) est une fiction humoristique et médiévale créée par Guillaume SanJorge,. 

## Roi Gandolfi
Sous son titre alternatif « Roi Gandolfi », la série adopte le format Duanju, un format de mini‑fiction verticale originaire d’Asie, pensé pour une diffusion mobile avec des épisodes très courts et un rythme soutenu.

### Synopsis
La fiction suit les aventures du roi Gandolfi. Sa Majesté doit protéger un médaillon sacré, restaurer son honneur, élucider le mystère des disparitions et décider du sort d’un Sarrasin. Autant d’épreuves et d’adversités qui façonneront la légende du roi.

### Inspiration
Le créateur de la fiction puise son inspiration dans l'imaginaire populaire et la bande dessinée. La Marseillaise évoque des personnages qui rappellent Astérix et Obélix. Var Matin décrit la fiction comme étant conçue sur le modèle des albums d'Astérix et Obélix. Jean-Pierre Castaldi et Jean-Louis Barcelona, acteurs dans cette fiction, ont aussi joué dans les films d'Astérix et Obélix et son créateur Guillaume Sanjorge a participé au documentaire de Canal Plus Astérix sur le divan d'Uderzo.

### Style
Premiere signale un « Kaamelott nouvelle génération ». La Marseillaise et Var-Matin soulignent la liberté artistique donnée aux acteurs. La Provenceet Toute la Culture mettent en avant l'originalité et l'inventivité du scénario.

## Projection et festival
En 2018, Ciné, Séries, Culture relate une projection et la présence de certains comédiens lors du festival des Hérault du Cinéma et de la Télévision. La même année, l'émission Chut, on écoute la télé évoque la projection dans un entretien avec le réalisateur et des acteurs du projet.
En 2019, le Dauphiné Libéré et Likeradio rapportent la diffusion en festival et la déambulation des acteurs en costume.
En 2020 une antenne régionale de France Bleu, avec Anthony Joubert et Guillaume Sanjorge ainsi que Radio Maritima, avec Michel La Rosa, annoncent une projection de la fiction au cinéma Le Prado de Marseille.

## Télévision
En 2010, Première annonce une diffusion sur Direct 8.
En 2012, La Provence annonce la diffusion de la fiction à la télévision.
En 2016, Télé Loisir et Télé 2 semaines annoncent la fiction à la télévision et Télécâble Sat Hebdo attribue une note de trois étoiles.
En 2024, l’émission Chez Jordan de Luxe sur C8 révèle une anecdote de tournage.

## Distribution

### Casting
La fictions a impliqué des acteurs et personnalités tels que Jean-Pierre Castaldi, Jean-Marie Bigard, Daniel Prévost, Bernard Le Coq, Brahim Zaibat, Philippe Duquesne, Tex, Michel La Rosa, Anthony Joubert, Cyril Etesse, Laurent Artufel, Gérald Michiara, Ilona Bachelier, Karine Lima, Alexandre Thibault, Magali Semetys, Marthe Villalonga, Laurent Spielvogel, Jordan de Luxe.

### Historique
En 2010, Première annonce que Laurent Artufel, chroniqueur de Morandini! et acteur prometteur, rejoint le casting. La même année, Corse-Matin évoque la fiction dans l'actualité de Laurent Artufel.
En 2012, La Marseillaise et La Provence évoquent la participation d'acteurs tels que Michel La Rosa, Karine Lima, Laurent Artufel et Anthony Joubert.
En 2016, Télé Loisir, Télé 2 semaines, Télé-Star et Voicirévèlent que Jean-Pierre Castaldi revient à la télévision. La même année, Télécâble Sat Hebdo mentionne aussi la participation d'Anthony Joubert ainsi que le père de Benjamin Castaldi. La même année toujours, Michel La Rosa parle de la fiction dans Stars-Mediaet Nice Matin cite la fiction à travers l'actualité de Claudia Notte.
En 2020, le magazine Gala cite la fiction avec l'actualité d'Alexandre Thibault. La même année, Var Matin mentionne également la fiction dans le contexte du comédien Stéphane Martinet mais aussi de Sylvain Zarli. En 2021, Nice Matin mentionne à nouveau la fiction dans l'actualité de Claudia Notte.

### Distribution complète
- Michel La Rosa : Roi Gandolfi
- Stéphane Martinet : Prêtre Draculi
- Anthony Joubert : Meunier Joubertoun
- Sébastien Bugeja : Meunier Sebastoun
- François Viette : Prince Dori
- Cyril Etesse : Bûcheron Etoun
- Nicolas Tacussel : Chevalier Merloun (fils)
- Laurent Artufel : Chevalier Artufeli
- Roger Nicolas : Chevalier Merloun (père)
- Jean-Pierre Castaldi : Chevalier Castaldi
- Claudia Notte : Princesse Lampegoun
- Raphaël Forte / Clan Barbebarian : Hommes du nord
- Gérald Michiara : Guerrier Bruti
- Christophe Chartton : Chevalier
- Ilona Bachelier : Héritière Ilonoun
- Jordan Guisnel : Écuyer Deluxe
- Rémi Barrero : Artisan Gamoche
- Renaud Leymans : Chevalier Charmi
- Sami Bentayeb : Sarrasin Benfrioul
- Aurèle Barbieri : Chevalier Martini
- Jean-Marie Bigard : Chevalier Garbi
- Karine Lima : Reine Gandolfi (ex femme)
- Yann Boulerie : Meunier Charloun
- Alexandre Thibault : Sorcier Becbunzoun
- Bernard Le Coq : Trésorier Arpagoun
- Brahim Zaibat : Hommes du sud
- Bryan Tresor : Hommes du sud
- Christophe Ravet : Narrateur
- Fabien Lombard : Druide Doumengue
- Jeanne Siclier : Dame Sicloun
- Manon Balthazard : Concierge télé-réalité
- Magali Semetys : Magicienne Madeloun
- Marthe Villalonga : Reine Gandolfi (mère)
- Olivia Groppi : Boulangère
- Daniel Prévost : Comte Previ
- Laurent Spielvogel : Noble
- Philippe Duquesne : Chevalier Ducoun
- Tex : Menestrel

## Lieux de tournage
En 2010, Première évoque un tournage à Marseille. La même année, le journal Corse-Matin évoque un tournage dans le cadre de « Marseille, capitale européenne de la culture en 2013 ».
En 2012, La Marseillaise rapporte un tournage dans des lieux provençaux tels que les calanques de Marseille, le Moulin de Daudet et les Goudes pour situer la fiction dans une époque médiévale. La Provence met également en avant l’authenticité marseillaise de cette production. L’office du tourisme de Marseille mentionne dans une publication l’utilisation de plusieurs sites emblématiques marseillais, notamment l’île Maïre, la carrière de pierre de Sormiou, le quartier des Goudes, l’île de Pomègues dans l’archipel du Frioul, la vieille Charité et l’abbaye Saint-Victor.
En 2016, Nice Matin rapporte que des tournages se sont déroulés à Saint Vallier de Thiey dans les Alpes Maritimes.
En 2019, Sud Ouest mentionne un tournage dans l'Église Saint-Christophe à Montferrand du Perigord et souligne l’implication de la communauté locale et la participation des habitants comme figurants.
En 2020, Var-Matin rapporte que le tournage sur la presqu'île du Gaou a marqué les visiteurs. Il est précisé que la fiction a nécessité plus de cent jours de tournage, dont 80 % réalisés dans le sud de la France. La même année, le journal de la ville de Tarascon a rapporté un tournage au Château de Tarascon et évoque un épisode sur la créature légendaire La Tarasque. Une délégation de la culture et du patrimoine de la mairie est venue saluer les comédiens. La même année une publication de Century 21 mentionne l'édifice de Saint Quiriace de Provins en décor de la fiction.

## Citations

### Ouvrages
La fiction est mentionnée comme une expérience à succès de Gérald Michiara dans l'audiovisuel dans le livre « Major Gérald, La préparation physique et mentale de la Légion » (page 32, Editions Solar).

### Fiction dérivée
Dans la mini-série verticale Les aventures avec ma voisine diffusée sur Stardust TV, les personnages du Roi Gandolfi (interprété par Michel La Rosa) et du prêtre Draculi (interprété par Stéphane Martinet) réapparaissent au fil de séquences fantastiques.
La série s’est d’abord fait connaître en 2023 sur les réseaux sociaux avec un fort engagement du public, avant d’être adaptée en épisodes plus courts pour le format duanju puis mise en ligne en 2025 sur Stardust TV, devenant la première fiction française accueillie par cette plateforme asiatique dédiée aux microséries verticales.''
Le tournage s’est notamment déroulé au bistrot parisien Le Sap’Heure, devenu un décor récurrent de séries au format duanju. La production et la diffusion de la série ont également été documentées par la presse généraliste, dont le quotidien canadien francophone La Presse par le journaliste Mathieu Perrault, qui publie un reportage illustré de photos de tournage resituant la série dans l’essor des microséries pour smartphone.
Une analyse critique consacrée au cliffhanger utilise Les aventures avec ma voisine comme exemple de construction du suspense dans les duanju.